# Хуржуєнь
Хуржуєнь, Хуржуєні (рум. Hurjuieni) — село у повіті Сучава в Румунії. Входить до складу комуни Геленешть.
Село розташоване на відстані 387 км на північ від Бухареста, 42 км на північний захід від Сучави.

## Населення
За даними перепису населення 2002 року у селі проживали 1084 особи, усі — румуни. Усі жителі села рідною мовою назвали румунську.